# Trematopygodes californiae
Trematopygodes californiae är en stekelart som beskrevs av Hinz och Horstmann 1998. Trematopygodes californiae ingår i släktet Trematopygodes och familjen brokparasitsteklar. Inga underarter finns listade i Catalogue of Life.